# Otiorhynchus nodosus
Otiorhynchus nodosus  (лат.) — вид долгоносиков-скосарей из подсемейства Entiminae.

## Описание
Жук длиной 6—8 мм. Тело коренастое, чёрного окраса, ноги чёрные или бурые. Надкрылья с большей частью редко расположенными волосковидными чешуйками, часто имеющими металлический отлив. Переднеспинка на диске в уплощённых, как бы стёртых бугорках, явственно поперечная. Надкрылья на промежутках, между бороздками в лёгких морщинках. 

## Экология
Обитает в таёжной зоне, субальпийском поясе Карпат. Партеногенетический вид. Полифаг. Питается горчичными (Sinapis) и камнеломковыми (Saxifragaceae).